# Nant d'Avril
O Nant d'Avril  é um ribeiro que nasce em   Prévessin-Moëns, no departamento francês de Ain, e depois de atravessar a comuna suíça de Meyrin e de Satigny se lança no Rio Ródano por alturas de Genebra na Suíça.

## Etimologia
Nant é um hidrónimo - topônimo que se refere a um curso de água - que em francês quer dizer "pequeno curso de água".

## Geografia
Nasce no comuna francesa de Prévessin-Moëns no limite da fronteira França-Suíça e uma vez em Meyrin, Suíça, faz de fronteira durante cerca de 500 m. Em seguida o curso é canalizado numa galeria com 2 m de altura e 7 de largura. 

## CERN
Porque passa junto das instalações da Organização Europeia para a Pesquisa Nuclear (CERN) nas suas instalações de Prévessin-Moëns, a organização mantém o Nant d'Avril sobre constante controlo para assim se assegurar não só da fiabilidade das suas instalações, como da qualidade da sua água a nível do meio ambiente já que é nele que lança a água provenientes das suas instalações de refrigeração.